# Perizoma
Perizoma là một chi bướm đêm thuộc họ Geometridae.

## Các loài
Bao gồm các loài:
- Perizoma affinitata (Stephens, 1831) – Rivulet
- Perizoma albulata – Grass Rivulet
- Perizoma alchemillata – Small Rivulet
- Perizoma bifaciata (Haworth, 1809) – Barred Rivulet
- Perizoma blandiata (Denis & Schiffermüller, 1775) – Pretty Pinion
- Perizoma didymata (Linnaeus, 1758) – Twin-spot Carpet
- Perizoma flavofasciata – Sandy Carpet
- Perizoma hydrata (Treitschke, 1829)
- Perizoma minorata (Treitschke, 1828)

## Hình ảnh

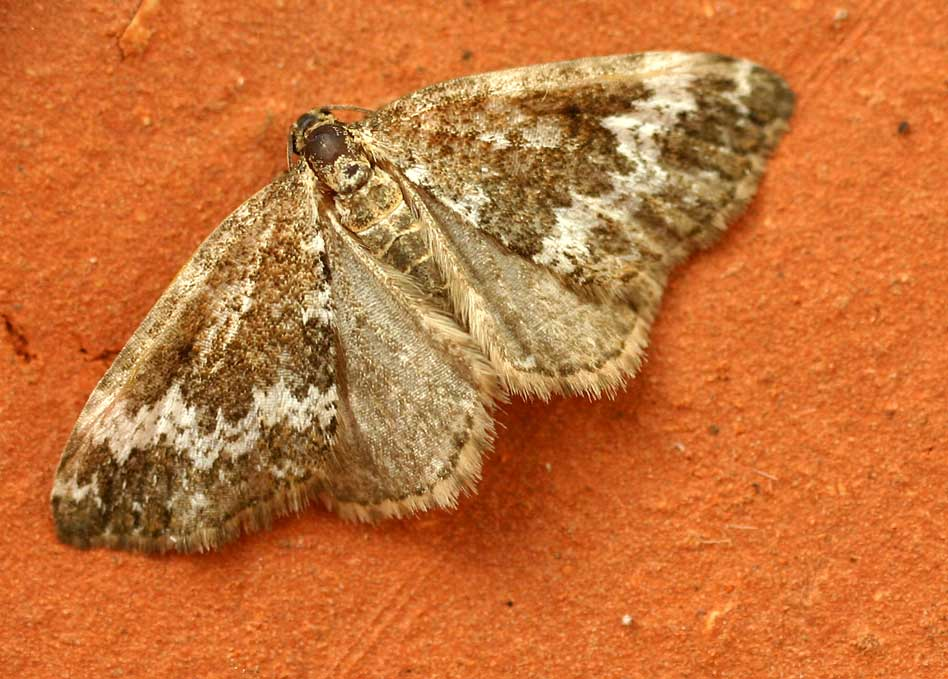